# Arauca (departement)
Arauca är ett av Colombias departement. Det ligger i nordöstra Colombia på Colombias östliga slätt. Arauca gränsar till departementen Boyacá, Casanare och Vichada och till landet Venezuela. Huvudstaden, som också heter Arauca, är en hamnstad vid Araucafloden.

## Kommuner
Arauca indelas i sju kommuner (spanska municipios):
- Arauca
- Arauquita
- Cravo Norte
- Fortul
- Puerto Rondón
- Saravena
- Tame